# Prodiges
Cet article concerne l'émission de télévision. Pour la web-série humoristique, voir Les Prodiges.
 (avril 2024).
- Si vous ne connaissez pas le sujet, laissez ce bandeau (vous pouvez alors contacter les auteurs).
- Si vous supprimez le contenu mis en cause (vous pouvez préalablement contacter les auteurs),

argumentez précisément cette suppression dans la page de discussion
(un manque de référence n'est pas un argument ; une recherche réelle de référence doit avoir été effectuée, être formellement documentée).
 (avril 2024).
Prodiges est une émission de télévision française diffusée sur France 2 et produite par EndemolShine France. Elle est présentée par Marianne James (2014 à 2017), puis par Daphné Bürki (2018), par Marie-Sophie Lacarrau (2019 et 2020) et enfin par Faustine Bollaert (depuis 2021).
Elle se présente comme un concours de musique classique pour des candidats enfants et adolescents, âgés de 7 à 16 ans. Le programme se compose de trois sections : chant lyrique, musique instrumentale et danse classique.
Dans chaque émission, une première sélection oppose uniquement les candidats de la même catégorie : en une seule confrontation pour les deux premières saisons, puis avec demi-finale et finale les saisons suivantes. Les vainqueurs de chaque catégorie (chant, instrument ou danse) s'affrontent ensuite en finale inter catégorie qui désigne le vainqueur de l'émission.
Chaque candidat est noté par les trois juges, même ceux n'appartenant pas à sa catégorie: pour l'instrument, le violoncelliste Gauthier Capuçon ; pour le chant, les soprano Élisabeth Vidal (2014-2020), Julie Fuchs (2020, depuis 2022) ou la mezzo-sopranos Gaëlle Arquez (2021) ; pour la danse, les danseurs Patrick Dupond (2014-2017), puis Marie-Claude Pietragalla (depuis 2018).
Les airs sur lesquels les candidats se produisent proviennent essentiellement de compositeurs classiques renommés comme Bizet, Verdi, Tchaïkovsky, Schubert, Mozart, Bach, Vivaldi, Beethoven, Chopin, Haendel, Liszt, Mendelssohn, Haydn, Brahms, entre autres. Mais sont également entendus des compositeurs contemporains de musique de films, comme Ennio Morricone, Maurice Jarre, Georges Delerue, Justin Hurwitz, Hans Zimmer, Francis Lai, John Williams, Nicola Piovani, Bruno Coulais ou Trevor Jones, ainsi que des artistes pop rock comme Mariah Carey, John Lennon, The Cranberries ou Elvis Presley.
Depuis 2023, l'émission est déclinée dans une version consacrée à la musique pop : Prodiges Pop.

## Bilan général
Chant
 Instrument
 Danse
| Saison | Lieu                        | Demi-Finale(s)         | Finale           | Gagnant                              | Autres finalistes            | Autres finalistes            | Présentatrice         | Juges                                                 | Juges                    | Juges                    |
| Saison | Lieu                        | Demi-Finale(s)         | Finale           | Gagnant                              | Autres finalistes            | Autres finalistes            | Présentatrice         | 1                                                     | 2                        | 3                        |
| ------ | --------------------------- | ---------------------- | ---------------- | ------------------------------------ | ---------------------------- | ---------------------------- | --------------------- | ----------------------------------------------------- | ------------------------ | ------------------------ |
| 1      | Opéra Berlioz (Montpellier) | NC                     | 27 décembre 2014 | Camille Berthollet (15 ans, violon)  | Jules Janin-Sartor (13 ans)  | Hannaë Miquel (15 ans)       | Marianne James        | Patrick Dupond                                        | Élizabeth Vidal          | Gautier Capuçon          |
| 2      | Grand Théâtre (Albi)        | NC                     | 26 décembre 2015 | Melvin Lawovi (15 ans)               | Élisa Jouve (13 ans, harpe)  | Hakob Ghasabian (12 ans)     | Marianne James        | Patrick Dupond                                        | Élizabeth Vidal          | Gautier Capuçon          |
| 3      | Théâtre Le Quai (Angers)    | 22 décembre 2016       | 29 décembre 2016 | Marin Chapoutot (12 ans, clarinette) | Clara Mousseigne (12 ans)    | Lucile Bourgeat (12 ans)     | Marianne James        | Patrick Dupond                                        | Élizabeth Vidal          | Gautier Capuçon          |
| 4      | Zénith Strasbourg Europe    | 23 décembre 2017       | 30 décembre 2017 | Roxane Macaudière (16 ans)           | Jasmine (11 ans)             | Maxime (11 ans, violoncelle) | Marianne James        | Patrick Dupond                                        | Élizabeth Vidal          | Gautier Capuçon          |
| 5      | Zénith Sud (Montpellier)    | 22 décembre 2018       | 29 décembre 2018 | Andréas Ursulet (16 ans)             | Chloé (10 ans)               | Lynn (10 ans, violoncelle)   | Daphné Bürki          | Gautier Capuçon                                       | Marie-Claude Pietragalla | Élizabeth Vidal          |
| 6      | Les Arènes (Metz)           | 26 décembre 2019       | 2 janvier 2020   | Paul Ji (15 ans, piano)              | Livia Dogué (16 ans)         | Mathilde Valin (15 ans)      | Marie-Sophie Lacarrau | Gautier Capuçon                                       | Marie-Claude Pietragalla | Élizabeth Vidal          |
| 7      | Le Dôme (Marseille)         | 1 décembre 2020        | 8 décembre 2020  | Isabelle Valot (16 ans)              | Juliette (13 ans)            | Liam Bleuse (15 ans, piano)  | Marie-Sophie Lacarrau | Julie Fuchs                                           | Gautier Capuçon          | Marie-Claude Pietragalla |
| 8      | Studio 128 (Saint-Denis)    | 23 décembre 2021       | 30 décembre 2021 | Simon Lopez (16 ans, clarinette)     | Anjali (14 ans)              | Maëlyne (11 ans)             | Faustine Bollaert     | Gaëlle Arquez                                         | Gautier Capuçon          | Marie-Claude Pietragalla |
| 9      | Studio 128 (Saint-Denis)    | 22 décembre 2022       | 29 décembre 2022 | Sacha (12 ans)                       | Matt (13 ans)                | Sora (9 ans, violon)         | Faustine Bollaert     | Julie Fuchs                                           | Gautier Capuçon          | Marie-Claude Pietragalla |
| 10     | Studio 128 (Saint-Denis)    | 21 et 28 décembre 2023 | 4 janvier 2024   | Charlie (16 ans)                     | Alicia (10 ans, flûte trav.) | Ariane (11 ans)              | Faustine Bollaert     | Julie Fuchs                                           | Gautier Capuçon          | Marie-Claude Pietragalla |
| 11     | Studio 128 (Saint-Denis)    | 19 et 26 décembre 2024 | 2 janvier 2025   | Monroe (16 ans)                      | Mélinda (11 ans)             | Ziyi (13 ans, violon)        | Faustine Bollaert     | Julie Fuchs (1/2 finales) Axelle Saint-Cirel (finale) | Gautier Capuçon          | Marie-Claude Pietragalla |

## Saison 1 (2014)
L'édition 2014, enregistrée à l'Opéra Berlioz de Montpellier et présentée par Marianne James, est diffusée le 27 décembre 2014.
Le jury est composé de :
- Chant : Élizabeth Vidal
- Instrument : Gautier Capuçon
- Danse : Patrick Dupond

### Candidats

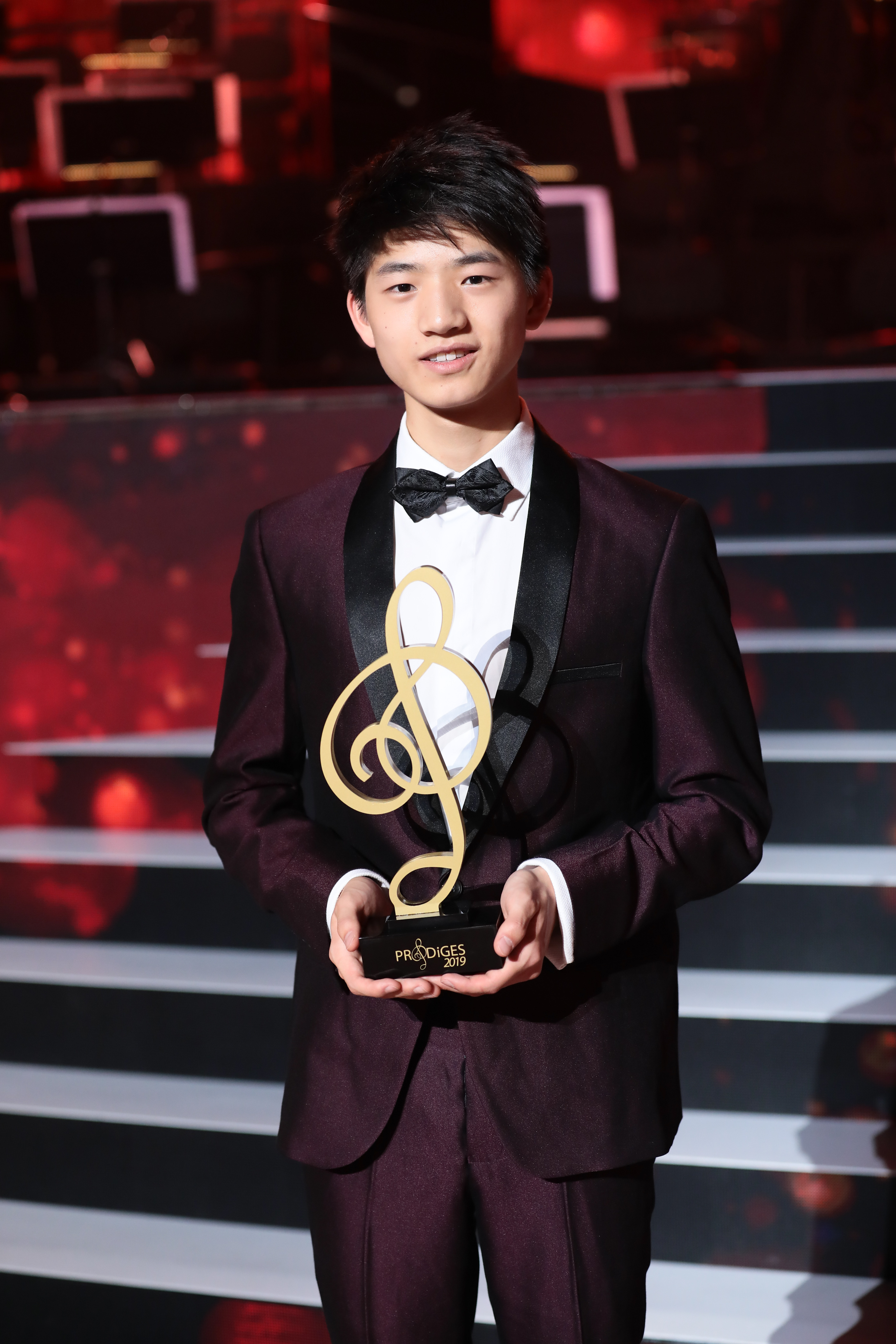
Paul Ji après avoir remporté le prix « Prodige de l'année 2019 ».

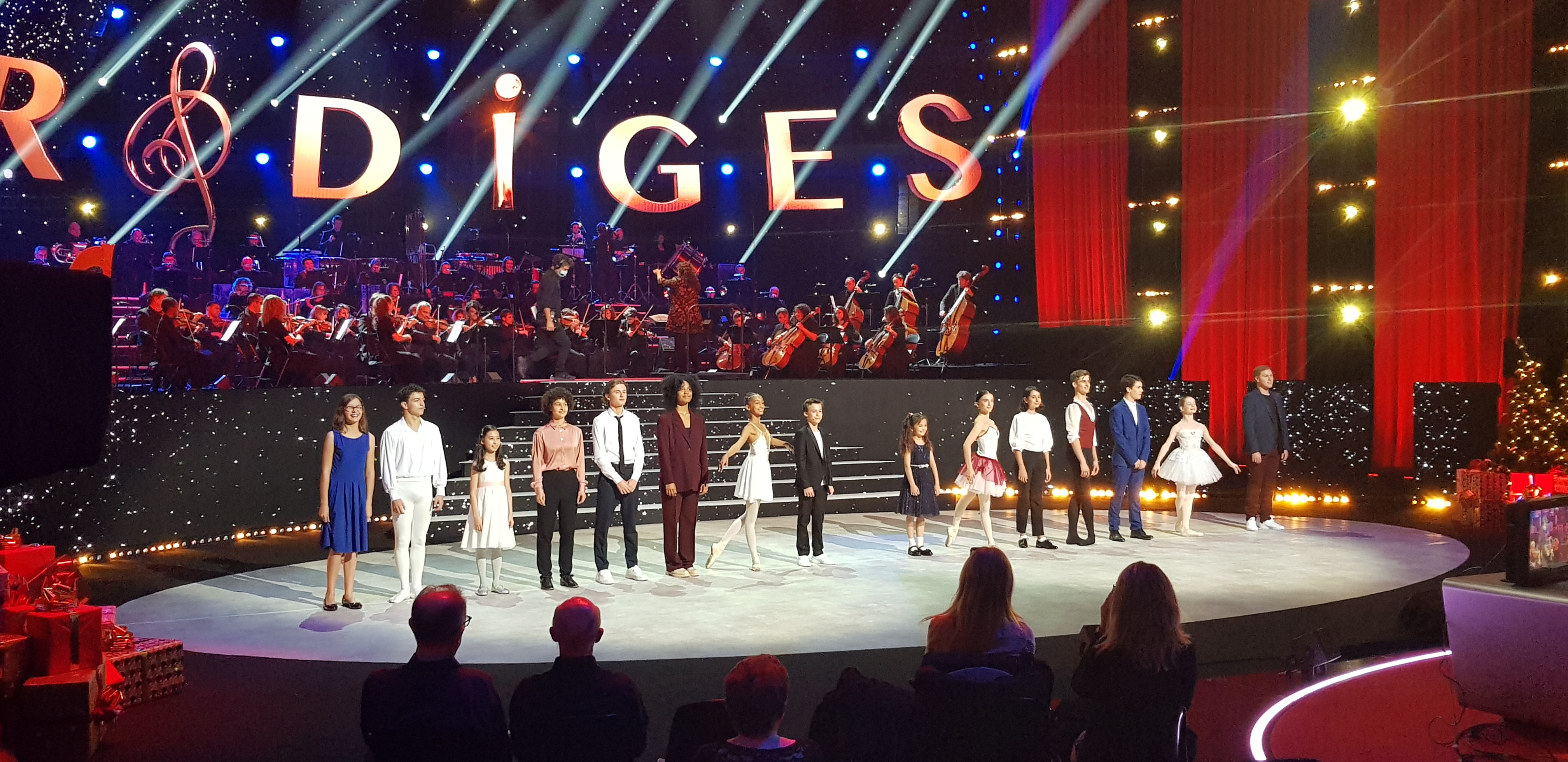
Les candidats de Prodiges lors de leur entrée en scène pour la demi-finale, le 23 décembre 2021.

Les candidats retenus pour cette première édition sont les suivants (pour chaque catégorie, le nom en gras indique le candidat sélectionné pour la finale) :

#### Catégorie «chant»
- Aviva, 16 ans (Bizet, Carmen, L'amour est un oiseau rebelle)
- Éric, 8 ans (Verdi, La traviata, Libiamo ne' lieti calici)
- Jules, 13 ans (Vavilov, Ave Maria de Caccini)
- Maréva, 13 ans (Bellini, Norma, Casta Diva)

#### Catégorie «instrument»
- Camille, 15 ans, violoniste (Vivaldi, Les Quatre Saisons - L'Été, Presto)
- Ilan, 13 ans, pianiste (Tchaïkovski, Concerto pour piano n° 1, Allegro)
- Léo, 15 ans, violoncelliste (Schubert, Trio pour piano et cordes n° 2, Andante con moto)
- Mathilde, 15 ans, pianiste (Gershwin, Rhapsody in Blue)
- Miyū, 7 ans, violoniste (Giazotto, Adagio d'Albinoni), plus jeune candidate de l'émission[3]

#### Catégorie «danse»
- Hannaë, 15 ans (Tchaïkovski, Le Lac des cygnes)
- Ingrid, 12 ans (Mozart, Concerto pour piano n° 23, Adagio)
- Lucas, 14 ans (Bizet, Carmen, Couplets du toréador)
- Simon, 15 ans (Prokofiev, Roméo et Juliette, Danse des chevaliers)

### Lauréate
Le prix « Prodige de l'année 2014 », accompagné d'une bourse d'études, est décerné à Camille Berthollet, 15 ans, violoniste,.

## Saison 2 (2015)
L'édition 2015, enregistrée au Grand Théâtre d'Albi et présentée par Marianne James, est diffusée le 26 décembre 2015.
Le jury est composé de :
- Chant : Élizabeth Vidal
- Instrument : Gautier Capuçon
- Danse : Patrick Dupond

### Candidats
Les candidats retenus pour cette deuxième édition sont les suivants (pour chaque catégorie, le nom en gras indique le candidat sélectionné pour la finale) :

#### Catégorie «chant»
- Angélique, 14 ans (Verdi, Nabucco, Chœur des prisonniers)
- Hakob, 12 ans (Mozart, Les Noces de Figaro, Voi che sapete)
- Jeanne, 15 ans (Schubert, Ave Maria)
- Oscar, 12 ans (Puccini, Turandot, Nessun dorma)

#### Catégorie «instrument»
- Angelina, 8 ans, pianiste (Bach, Concerto pour piano n° 3, Allegro)
- Élisa, 13 ans, harpiste (Rodrigo, Concerto Serenade, Intermezzo (Molto tranquillo))
- Fanny, 15 ans, flûtiste (Bach, Ouverture n° 2, Badinerie et Rimski-Korsakov, Le Vol du bourdon)
- Mathieu, 13 ans, violoniste (Vivaldi, Les Quatre Saisons - L'Automne, Allegro (I))
- Oscar, 15 ans, pianiste et violoniste (Albéniz, Chants d'Espagne - Prélude et Monti, Csárdás)

#### Catégorie «danse»
- Clara, 13 ans (Fauré, Pavane)
- Melvin, 15 ans (Rossini, Guillaume Tell, Ouverture)
- Nelly, 16 ans (Grieg, Peer Gynt, Au matin)
- Rubens, 13 ans (Strauss fils, Tritsch-Tratsch-Polka)

### Lauréat
Le prix « Prodige de l'année 2015 », accompagné d'une bourse d'études, est décerné à Melvin, 16 ans, danseur.

## Saison 3 (2016)
L'édition 2016, enregistrée au Théâtre Le Quai d'Angers, est diffusée en deux émissions présentées par Marianne James :
- la demi-finale, diffusée le 22 décembre 2016 ;
- la finale, diffusée le 29 décembre 2016.

Le jury est composé de :
- Chant : Élizabeth Vidal
- Instrument : Gautier Capuçon
- Danse : Patrick Dupond

### Candidats
Les candidats retenus pour cette troisième édition sont les suivants (les noms en gras indiquent les candidats sélectionnés pour la finale, ceux soulignés sont les gagnants de leur catégorie) :

#### Catégorie «instrument»
- Chanel, 15 ans, harpiste (Albéniz, Chants d'Espagne - Prélude) + (De Falla, La vida breve, Danse espagnole)
- Constant, 9 ans, pianiste (Rachmaninov, Rhapsodie sur un thème de Paganini, Variation 18 (Andante cantabile))
- Élise, 15 ans, violoniste (Vivaldi, Les Quatre Saisons - L'Hiver, Allegro non molto)
- Marin, 12 ans, clarinettiste (Mozart, Concerto pour clarinette, Adagio) + (Morricone, Mission, Gabriel's Oboe)
- Sacha, 13 ans, pianiste (Beethoven, Sonate au Clair de lune, Presto agitato) + (Liszt, Rhapsodie hongroise n° 2)

#### Catégorie «danse»
- Clara, 12 ans (Smetana, Ma patrie - La Moldau) + (Tchaïkovski, Casse-Noisette, La Marche)
- Ilonna, 14 ans (Tchaïkovski, Casse-Noisette, Valse des fleurs)
- Jean-Baptiste, 15 ans (Bizet, L'Arlésienne, Farandole)
- Marilou, 15 ans (Tchaïkovski, La Belle au bois dormant, Grande valse villageoise) + (Mozart, Requiem, Lacrimosa)
- Thomas, 16 ans (Khatchatourian, Gayaneh, La Danse du sabre) + (Grieg, Peer Gynt, Dans l'antre du roi de la montagne)

#### Catégorie «chant»
- Alexandre, 14 ans (Franck, Panis Angelicus) + (Giordani, Caro mio ben)
- Henri, 11 ans (Rossini, Le Barbier de Séville, Largo al factotum)
- Lucile, 12 ans (Mozart, Les Noces de Figaro, L'ho perduta, me meschina) + (Puccini, Gianni Schicchi, O mio babbino caro)
- Madeleine, 14 ans (Vavilov, Ave Maria de Caccini) + (Haendel, Rinaldo, Lascia ch'io pianga)
- Vianney, 13 ans (Mozart, Les Noces de Figaro, Non più andrai)

### Lauréat
Le prix « Prodige de l'année 2016 », accompagné d'une bourse d'études, est décerné à Marin, 12 ans, clarinettiste,.

## Saison 4 (2017)
L'édition 2017, enregistrée au Zénith Strasbourg Europe, est diffusée en deux émissions présentées par Marianne James :
- la demi-finale, diffusée le 23 décembre 2017 ;
- la finale, diffusée le 30 décembre 2017.

Le jury est composé de :
- Chant : Élizabeth Vidal
- Instrument : Gautier Capuçon
- Danse : Patrick Dupond

L'orchestre symphonique Divertimento est dirigé par Zahia Ziouani.

### Candidats
Les candidats retenus pour cette quatrième édition sont les suivants (les noms en gras indiquent les candidats sélectionnés pour la finale, ceux soulignés sont les gagnants de leur catégorie) :

#### Catégorie «instrument»
- Arielle, 8 ans, pianiste (Chopin, Fantaisie-Impromptu) + (Chopin, Valse, opus 64 n° 2)
- Florian, 13 ans, corniste (Morricone, Il était une fois dans l'Ouest, Once Upon a Time in the West) + (Monti, Csárdás)
- Margotte, 12 ans, violoniste (Jones, Le Dernier des Mohicans, Promentory)
- Maxime, 11 ans, violoncelliste (Williams, La Liste de Schindler, Theme from Schinder's List) + (Schubert, Trio pour piano et cordes n° 2, Andante con moto)
- Mickaël, 12 ans, pianiste (Zimmer, Pirate des Caraïbes, The Black Pearl)

#### Catégorie «danse»
- Jasmine, 11 ans (Jarre, Lawrence d'Arabie, Ouverture) + (Mozart, Les Noces de Figaro, Ouverture)
- Lola et Marie, 13 ans (Tchaïkovski, Le Lac des cygnes, Danse des petits cygnes)
- Lucas, 16 ans (Wagner, La Walkyrie, La chevauchée des Walkyries)
- Soana, 16 ans (Delerue, Le Mépris, Thème de Camille) + (Beethoven, Symphonie n° 7, Allegretto)
- Suzie, 12 ans (Haendel, Sarabande) + (Mozart, Symphonie n° 40, Molto allegro)

#### Catégorie «chant»
- Hilaire, 14 ans (Verdi, La traviata, Libiamo ne' lieti calici)
- Joséphine, 10 ans (Rota, Le Parrain, Speak Softly Love)
- Lauren, 16 ans (Morricone, Mission, Nella Fantasia) + (Newton, Amazing Grace)
- Marjolein, 10 ans (Bellini, Norma, Casta Diva) + (Puccini, Turandot, Nessun dorma)
- Roxane, 16 ans (Catalani, La Wally, Ebben? Ne andrò lontana) + (Lucio Dalla, Caruso)

### Lauréate
Roxane, gagnante de la catégorie chant, remporte l'édition 2017 de Prodiges devant Maxime et Jasmine qui sont les gagnants respectifs des catégories instrument et danse.

## Saison 5 (2018)
L'édition 2018, enregistrée au Zénith Sud de Montpellier, fait l'objet de deux émissions présentées par Daphné Bürki :
- la demi-finale, diffusée le 22 décembre 2018 ;
- la finale, diffusée le 29 décembre 2018.

Le jury est composé de :
- Chant : Élizabeth Vidal
- Instrument : Gautier Capuçon
- Danse : Marie-Claude Pietragalla

### Candidats
Les candidats retenus pour cette cinquième édition sont les suivants (les noms en gras indiquent les candidats sélectionnés pour la finale, ceux soulignés sont les gagnants de leur catégorie) :

#### Catégorie «instrument»
- Isaac, 12 ans, pianiste (Beethoven, Sonate au Clair de lune, Presto agitato) + (Monti, Csárdás)
- Lucas, 15 ans, pianiste (Liszt, La Campanella)
- Lynn, 10 ans, violoncelliste (Hurwitz, La La Land, Mia and Sebastian's Theme) + (Brahms, Danse hongroise n° 5)
- Maude, 13 ans, violoniste, (Mendelssohn, Concerto pour violon n° 2, Allegro molto appassionato)
- Raphaël, 16 ans, trompettiste (Haydn, Concerto pour trompette, Allegro (Rondo)) + (Elgar, Pomp and Circumstance - Marche n° 1)

#### Catégorie «danse»
- Chloé, 10 ans (Williams, Harry Potter à l'école des sorciers, Hedwig's Theme) + (Rossini, Le Barbier de Séville, Ouverture)
- Léa, 14 ans (Pachelbel, Canon) + (Mozart, Une petite musique de nuit)
- Ludivine, 14 ans (Tchaïkovski, Concerto pour violon, Canzonetta (Adagio))
- Tim, 16 ans (Mozart, Symphonie n° 25, Allegro con brio) + (Beethoven, Symphonie n° 5, Allegro con brio)

#### Catégorie «chant»
- Andréas, 16 ans (Purcell, King Arthur, The Cold Song) + (Giazotto, Adagio d'Albinoni)
- Camille, 14 ans (Webber, Evita, Don't Cry for Me Argentina)
- Carl Loïs, 16 ans (Zimmer & Andrea Bocelli, Nell tue Mani (Now We Are Free) (Gladiator)) + (Di Capua & Mazzucchi (en), 'O sole mio)
- Kima, 15 ans (Schönberg, Les Misérables, I Dreamed a Dream)
- Mélissa, 15 ans (Lai, Love Story, Where Do I Begin?) + (Mozart, Les Noces de Figaro, Voi che sapete)

### Lauréat
Le prix « Prodige de l'année 2018 », accompagné d'une bourse d'études, est décerné à Andréas Pérez-Ursulet, chanteur.

## Saison 6 (2019)
L'édition 2019, enregistrée aux Arènes de Metz, fait l'objet de deux émissions présentées par Marie-Sophie Lacarrau :
- la demi-finale appelée « Show de Noël », diffusée le 26 décembre 2019 ;
- la finale appelée « Grande Finale », diffusée le 2 janvier 2020.

Le jury est composé de :
- Chant : Élizabeth Vidal
- Instrument : Gautier Capuçon
- Danse : Marie-Claude Pietragalla

### Candidats
Les candidats retenus pour cette sixième édition sont les suivants (les noms en gras indiquent les candidats sélectionnés pour la finale, ceux soulignés sont les gagnants de leur catégorie) :

#### Catégorie «instrument»
- Anselot, 14 ans, violoniste (Vivaldi, Les Quatre Saisons - L'Hiver, Allegro non molto)
- Carl-Philip, 15 ans, harpiste (Rodrigo, Concerto d'Aranjuez, Adagio) + (Lady Gaga & Bradley Cooper, A Star Is Born, Shallow)
- Marie, 11 ans, trompettiste (Davis, Little Drummer Boy)
- Mélodie, 10 ans, flûtiste (Mariah Carey, All I Want for Christmas Is You) + (Monti, Csárdás)
- Paul, 15 ans, pianiste (Chopin, Polonaise héroïque) + (Tchaïkovsky, Concerto pour piano n° 1, Allegro)

#### Catégorie «danse»
- Maële, 15 ans (Strauss fils, Le Beau Danube bleu)
- Mathilde, 14 ans (Chostakovitch, Valse n° 2)
- Mathilde, 15 ans (Tchaïkovski, Le Lac des cygnes) + (Frank Sinatra, My Way)
- Mathis, 10 ans (Zimmer, Gladiator, The Battle) + (Rossini, La Pie voleuse, Ouverture)
- Matteo, 15 ans (Dvořák, Symphonie du Nouveau Monde, Allegro con fuoco) + (Jenkins, Palladio, Allegretto)

#### Catégorie «chant»
- Arina, 14 ans (Newton, Amazing Grace)
- Aurélien et Dorian, 12 ans (Bizet, Carmen, Avec la garde montante) + (Verdi, La traviata, Libiamo ne' lieti calici)
- Béata, 10 ans (Adam, Holy Night)
- Livia, 16 ans (Gruber, Silent Night) + (Haendel, Rinaldo, Lascia ch'io pianga)
- Luca, 13 ans (Mason (en), Joy to the World) + (Verdi, Nabucco, Va, pensiero)

### Lauréat
Le prix « Prodige de l'année 2019 », accompagné d'une bourse d'études, est décerné à Paul Ji, pianiste.

## Saison 7 (2020)
L'édition 2020, enregistrée au Dôme de Marseille, fait l'objet de deux émissions présentées par Marie-Sophie Lacarrau :
- La demi-finale appelée « Show de Noël », diffusée le 1er décembre 2020 ;
- La finale appelée « Grande Finale », diffusée le 8 décembre 2020.

Le jury est composé de :
- Chant : Julie Fuchs
- Instrument : Gautier Capuçon
- Danse : Marie-Claude Pietragalla

### Candidats
Les candidats retenus pour cette septième édition sont les suivants (les noms en gras indiquent les candidats sélectionnés pour la finale, ceux soulignés sont les gagnants de leur catégorie) :

#### Catégorie «instrument»
- Liam (frère de Raphaël[13]), 15 ans, pianiste (Liszt, Liebestraum n° 3) + (Prokofiev, Roméo et Juliette, Danse des chevaliers)
- Lou, 14 ans, clarinettiste (Monti, Csárdás)
- Raphaël (frère de Liam), 13 ans, violoniste (Jenkins, Cantata Memoria, Lament for the Valley) + (Williams, La Liste de Schindler, Theme from Schinder's List)
- Stan, 16 ans, organiste (Mozart, Les Noces de Figaro, Ouverture)
- Stella, 14 ans, pianiste (Beethoven, Sonate au Clair de lune, Presto agitato) + (Liszt, Rhapsodie hongroise n° 2)

#### Catégorie «danse»
- Aaliya, 15 ans (Mozart, Symphonie n° 40)
- Iman, 15 ans (Mozart, Sonate pour piano n° 11, Marche Turque)
- Juliette, 13 ans (Williams, Maman, j'ai raté l'avion !, Somewhere in My Memory) + (Tchaïkovski, Casse-Noisette, La Marche)
- Paul, 16 ans (Tchaïkovski, Casse-Noisette, Danse Russe) + (Beethoven, Symphonie n° 9, Molto vivace)
- Pénélope, 16 ans (Beethoven, Symphonie n° 7, Allegretto) + (Rachmaninov, Rhapsodie sur un thème de Paganini, Variation 18 (Andante cantabile))

#### Catégorie «chant»
- Aliénor, 15 ans (Bizet, Carmen, L'amour est un oiseau rebelle)
- Armand, 12 ans (Montgomery & Smart, Angels from the Realms of Glory) + (Franck, Panis Angelicus)
- Auguste, 16 ans, (John Lennon & Yoko Ono, Happy Xmas (War Is Over)) + (Bizet, Carmen, Couplets du toréador)
- Élise, 9 ans (Leonard Cohen, Hallelujah)
- Isabelle, 16 ans (Morricone & Dulce Pontes, Your Love (Il était une fois dans l'Ouest)) + (Judy Garland, Le Magicien d'Oz, Over the Rainbow)

### Lauréate
Le prix « Prodige de l'année 2020 », accompagné d'une bourse d'études, est décerné à Isabelle, 16 ans, chanteuse. Le montant de cette bourse est de 10.000,00 €. Parallèlement, 4 sommes de 20.000,00 € sont distribuées à des téléspectateurs tirés au sort par téléphone.

### Audience
La finale de l'édition 2020 de Prodiges est suivie par près de 2,9 millions de téléspectateurs, dépassant ainsi l'audience de TF1 ce soir-là.

## Saison 8 (2021)
L'édition 2021, enregistrée au Studio 128 à Saint-Denis, fait l'objet de deux émissions présentées par Faustine Bollaert :
- La demi-finale appelée « Show de Noël », diffusée le 23 décembre 2021 ;
- La finale appelée « Grande Finale », diffusée le 30 décembre 2021.

Le jury est composé de :
- Chant : Gaëlle Arquez
- Instrument : Gautier Capuçon
- Danse : Marie-Claude Pietragalla

### Candidats
Les candidats retenus pour cette huitième édition sont les suivants (les noms en gras indiquent les candidats sélectionnés pour la finale, ceux soulignés sont les gagnants de leur catégorie) :

#### Catégorie «instrument»
- Lucie, 9 ans, pianiste (Liszt, Étude no 6 d'après Paganini) + (Chopin, Fantaisie-Impromptu)
- Maëlys, 11 ans, violoniste (Piovani, La vie est belle, La vita è bella)
- Maria, 13 ans, accordéoniste (Monti, Csárdás) + (Brahms, Danse hongroise n° 5)
- Paolo, 15 ans, guitariste (Albéniz, Chants d'Espagne - Prélude) + (Rodrigo, Concerto d'Aranjuez, Adagio)
- Simon, 16 ans, clarinettiste (Fröst, Danse Klezmer) + (Mozart, La Flûte enchantée, Der Hölle Rache kocht in meinem Herzen)

#### Catégorie «danse»
- Aurélia, 12 ans (The Cranberries, Zombie)
- Benjamin, 16 ans (Verdi, Requiem, Dies iræ) + (Rossini, Guillaume Tell, Ouverture)
- Chloé, 15 ans (Brahms, Symphonie n° 3, Poco allegretto) + (Vangelis, 1492 : Christophe Colomb, Conquest of Paradise)
- Maëlyne, 11 ans (Zimmer, Le Roi lion, This Land) + (Dvořák, Sérénade pour cordes, Tempo di valse)
- Niels, 16 ans (Rossini, Le Barbier de Séville, Ouverture)

#### Catégorie «chant»
- Anjali, 14 ans (Bellini, Norma, Casta Diva) + (Gounod, Roméo et Juliette, Je veux vivre)
- Éléonore, 12 ans (Coulais, Les Choristes, Vois sur ton chemin)
- Maxence, 16 ans (Donizetti, L'elisir d'amore, Una furtiva lagrima) + (Puccini, Turandot, Nessun dorma)
- Noa, 13 ans (Di Capua & Mazzucchi (en), 'O sole mio)
- Toni, 16 ans (Webber, Cats, Memory) + (Mozart, Les Noces de Figaro, L'ho perduta, me meschina)

### Lauréat
Le prix « Prodige de l'année 2021 », accompagné d'une bourse d'études, est décerné à Simon, clarinettiste.

### Audience
La finale de l'édition 2021 de Prodiges est suivie par plus de 3,1 millions de téléspectateurs, avec une part de 16 % du public.

### Anecdote
Il y avait quatre finalistes dans la catégorie musiciens, ce qui en fait la seule saison où une catégorie compte un quatrième finaliste tandis que les deux autres catégories comptent chacune trois finalistes.

## Saison 9 (2022)
L'édition 2022, enregistrée au Studio 128 à Saint-Denis, fait l'objet de deux émissions présentées par Faustine Bollaert :
- La demi-finale appelée « Grand bal de Noël », diffusée le 22 décembre 2022 ;
- La finale appelée « Grande Finale », diffusée le 29 décembre 2022.

Le jury est composé de :
- Chant : Julie Fuchs
- Instrument : Gautier Capuçon
- Danse : Marie-Claude Pietragalla

### Candidats
Les candidats retenus pour cette neuvième édition sont les suivants (les noms en gras indiquent les candidats sélectionnés pour la finale, ceux soulignés sont les gagnants de leur catégorie) :

#### Catégorie «instrument»
- Célia, 14 ans, flûtiste (Vivaldi, Les Quatre Saisons - L'Été, Presto)
- Lucas, 10 ans, pianiste (Rossini, La pie voleuse, Ouverture) + (Nyman, La Leçon de piano, The Heart Asks Pleasure First)
- Lucas, 13 ans, tromboniste (Morricone, Mission, Gabriel's Oboe) + (Bernstein, West Side Story, Tonight et I Feel Pretty)
- Lucas, 15 ans, guitariste (De Abreu, Tico-Tico no Fubá)
- Sora, 9 ans, violoniste (Tchaïkovski, Concerto pour violon, Allegro moderato) + (Richter, Vivaldi, the Four Seasons, Summer 1)

#### Catégorie «danse»
- Eden, 12 ans (Wham!, Last Christmas)
- Estéban, 15 ans (Beethoven, Symphonie n° 5, Allegro con brio) + (Zimmer, Pirate des Caraïbes, The Black Pearl)
- Léa, 13 ans : (Giazotto, Adagio d'Albinoni) + (Mozart, Symphonie n° 25, Allegro con brio)
- Rose, 13 ans (Strauss fils, Le Beau Danube bleu)
- Sacha, 12 ans (Chostakovitch, Valse n° 2) + (Prince et Sinéad O'Connor, Nothing Compares 2 U)

#### Catégorie «chant»
- Abel, 12 ans (Mozart, Les Noces de Figaro, Voi che sapete) + (Vavilov, Ave Maria de Caccini)
- Chaïma, 16 ans (Haendel, Rinaldo, Lascia ch'io pianga)
- Lison, 16 ans (Berlin, White Christmas)
- Matt, 13 ans (Franck, Panis Angelicus) + (Verdi, Rigoletto, La donna è mobile)
- Tinalei, 16 ans (Elvis Presley, Can't Help Fallin' in Love) + (Rota, Le Parrain, Parla più piano (Speak Softly Love))

### Lauréat
Le prix « Prodige de l'année 2022 », accompagné d'une bourse d'études, est décerné à Sacha, danseuse.

### Audience
La finale de l'édition 2022 de Prodiges est suivie par plus de 3,72 millions de téléspectateurs, avec une part de 20,6 % du public.

## Saison 10 (2023-2024)
L'édition 2023, enregistrée au Studio 128 à Saint-Denis, fait l'objet de trois émissions présentées par Faustine Bollaert :
- La 1re demi-finale appelée « Grand bal de Noël », diffusée le 21 décembre 2023
- La 2e demi-finale, diffusée le 28 décembre 2023
- La finale, diffusée le 4 janvier 2024

Le jury est composé de :
- Chant : Julie Fuchs
- Instrument : Gautier Capuçon
- Danse : Marie-Claude Pietragalla

### Candidats
Les candidats retenus pour cette dixième édition sont les suivants par ordre de passage (les noms en gras indiquent les vainqueurs à chaque étape) :

#### Catégorie «chant»

##### 1redemi-finale
- Clara, 15 ans (Mozart, Les Noces de Figaro, L'ho perduta, me meschina)
- Armand, 15 ans (Bizet, Carmen, Couplets du toréador)
- Julia, 15 ans (Bizet, Carmen, L'amour est un oiseau rebelle)
- Malo, 12 ans (Gounod, Ave Maria)

Hors concours, Anjali, 16 ans, vainqueur de sa catégorie en 2021, interprète la Valse de Juliette (Je veux vivre) de Roméo et Juliette de Gounod, au milieu de l'émission.

##### 2edemi-finale
- Charly, 12 ans (Mozart, Les Noces de Figaro, Voi che sapete)
- Ariane, 11 ans (Vavilov, Ave Maria de Caccini)
- Lylia, 14 ans (Bellini, Norma, Casta Diva)
- Rose, 15 ans (Puccini, Gianni Schicchi, O mio babbino caro[22])

##### Finale
- Ariane, 11 ans (Judy Garland, Le Magicien d'Oz, Over the Rainbow)
- Clara, 15 ans (Morricone, Mission, Nella Fantasia)
- Charly, 12 ans (Di Capua & Mazzucchi (en), 'O sole mio)
- Malo, 12 ans (Franck, Panis Angelicus)

#### Catégorie «instrument»

##### 1redemi-finale
- Manoé, 12 ans, violoniste (Williams, La Liste de Schindler, Theme from Schinder's List)
- Alexandra, 12 ans, pianiste (Beethoven, Sonate au Clair de lune, Presto agitato)
- Marek, 15 ans, euphoniumiste (Monti, Csárdás)
- Milo, 13 ans, clarinettiste (Morricone, Mission, Gabriel's Oboe[23])

##### 2edemi-finale
- Serginé, 15 ans, pianiste (Tchaïkovsky, Concerto pour piano n° 1, Allegro)
- Alicia, 10 ans, flûtiste (Paganini, Caprice n° 24)
- Maël, 12 ans, tromboniste (Morricone, Il était une fois dans l'Ouest, Once Upon a Time in the West)
- Celio, 12 ans, accordéoniste (Vivaldi, Les Quatre Saisons - L'Été, Presto[24])

##### Finale
- Serginé, 15 ans, pianiste (Chopin, Polonaise héroïque)
- Alicia, 10 ans, flûtiste (Chopin, Fantaisie-Impromptu)
- Marek, 15 ans, euphoniumiste (Giazotto, Adagio d'Albinoni)
- Milo, 13 ans, clarinettiste (Mozart, Concerto pour clarinette, Adagio)

#### Catégorie «danse»

##### 1redemi-finale
- Marie, 12 ans (Rossini, La Pie voleuse, Ouverture)
- Charlie, 16 ans (Rossini, Guillaume Tell, Ouverture)
- Maya, 13 ans (Tchaïkovski, Casse-Noisette, La Marche)
- Elias, 13 ans (Zimmer, Gladiator, The Battle[25])

##### 2edemi-finale
- Chloë, 12 ans (Beethoven, Symphonie n° 7, Allegretto)
- Tim, 14 ans (Mozart, Symphonie n° 25, Allegro con brio)
- Lucille, 16 ans (Chostakovitch, Valse n° 2)
- Lili Maï, 13 ans (Delerue, Le Mépris, Thème de Camille)

Hors concours, Sacha, 13 ans, vainqueur en 2022, danse sur le Canon de Pachelbel, au milieu de l'émission.

##### Finale
- Chloë, 12 ans (Tchaïkovsky, Le lac des cygnes)
- Charlie, 16 ans (Verdi, Requiem, Dies iræ)
- Lili Maï, 13 ans (Jenkins, Palladio, Allegretto)
- Elias, 13 ans (Mozart, Les Noces de Figaro, Ouverture)

### Lauréat
La finale inter catégories oppose :
- Ariane, 11 ans, chanteuse (Vavilov, Ave Maria de Caccini)
- Alicia, 10 ans, flûtiste (Paganini, Caprice n° 24)
- Charlie, 16 ans, danseur (Rossini, Guillaume Tell, Ouverture)

Le prix « Prodige de l'année 2023 », accompagné d'une bourse d'études d'une valeur de 10 000 euros, est décerné à Charlie, danseur à Toulouse,.

## Saison 11 (2024-2025)
L'édition 2024, enregistrée au Studio 128 à Saint-Denis, fait l'objet de trois émissions présentées par Faustine Bollaert :
- La 1re demi-finale appelée « Grand bal de Noël », diffusée le 19 décembre 2024
- La 2e demi-finale, diffusée le 26 décembre 2024
- La finale, diffusée le 2 janvier 2025

Le jury est composé de :
- Chant : Julie Fuchs (demi-finales uniquement), remplacée en finale par Axelle Saint-Cirel, pour cause de concert le soir de l'enregistrement[30]
- Instrument : Gautier Capuçon
- Danse : Marie-Claude Pietragalla

### Candidats
Les candidats retenus pour cette onzième édition sont les suivants par ordre de passage (les noms en gras indiquent les vainqueurs à chaque étape) :

#### Catégorie «chant»

##### 1redemi-finale
- Léopold, 14 ans (Schubert, Ave Maria)
- Lisa, 15 ans (Webber, Cats, Memory)
- Noah, 16 ans (Catalani, La Wally, Ebben? Ne andrò lontana)[31]
- Orléonne, 15 ans (Puccini, Gianni Schicchi, O mio babbino caro)[31]

##### 2dedemi-finale
- Monroe, 16 ans (Donizetti, L'elisir d'amore, Una furtiva lagrima)
- Arthur, 13 ans (Verdi, Rigoletto, La donna è mobile)
- Zoé, 15 ans (Leonard Cohen, Hallelujah)
- Jean, 16 ans (Francesco Sartori, Con te partirò)

##### Finale
- Monroe, 16 ans (Mozart, La Flûte enchantée, Der Hölle Rache kocht in meinem Herzen)
- Noah, 16 ans (Purcell, King Arthur, The Cold Song)
- Orléonne, 15 ans (Schubert, Sérénade)
- Zoé, 15 ans (Mozart, Les Noces de Figaro, L'ho perduta, me meschina)

#### Catégorie «instrument»

##### 1redemi-finale
- Raphaël, 9 ans, saxophoniste (Chostakovitch, Valse n° 2)
- Guillaume (frère d'Alexandre), 13 ans, flûtiste à bec (Liszt, Paganini, La Campanella)[31]
- Raphaël, 12, ans, violoncelliste (Tchaïkovski, Le Lac des cygnes)[31]
- Fannie, 16 ans, harpiste (Strauss fils, Le Beau Danube bleu)

##### 2dedemi-finale
- Ziyi, 13 ans, violoniste (Mendelssohn, Concerto pour violon n° 2, Allegro molto appassionato)
- Alexandre (frère de Guillaume), 16 ans, mandoliniste (Monti, Csárdás)
- Uzay, 11 ans, pianiste (Chopin, Étude révolutionnaire)
- Chloé, 13 ans, trompettiste (Haydn, Concerto pour trompette, Allegro (Rondo))

##### Finale
- Ziyi, 13 ans, violoniste (Vivaldi, Les Quatre Saisons - L'Été, Presto)
- Raphaël, 12, ans, violoncelliste (Brahms, Danse hongroise n° 5)
- Guillaume (frère d'Alexandre), 13 ans, flûtiste à bec (Cosma, La chèvre)
- Alexandre (frère de Guillaume), 16 ans, mandoliniste (de Abreu, Tico-Tico no Fubá)

#### Catégorie «danse»

##### 1redemi-finale
- Mélinda, 11 ans (Einaudi, Una Mattina)[31]
- Ilaria, 12 ans (Smetana, Ma patrie - La Moldau)
- Margaux, 13 ans (Liszt, Liebestraum n° 3)[31]
- Marcel, 14 ans (Mozart, Sonate pour piano n° 11, Marche Turque)

##### 2dedemi-finale
- Nora, 15 ans, (Tchaïkovski, Casse-Noisette, Valse des fleurs)
- Adriana, 13 ans (Barber, Adagio pour cordes)
- Timeo, 14 ans (Albéniz, Suite espagnole, Asturias)
- Romane, 16 ans (Einaudi, Experience)

Hors concours, Charlie, 17 ans, vainqueur de prodiges 2023, danse sur (Rossini, Guillaume Tell, Ouverture), au milieu de l'émission.

##### Finale
- Mélinda, 11 ans (Rossini, Le Barbier de Séville, Ouverture)
- Romane, 16 ans (Brahms, Danse hongroise n° 1)
- Timeo, 14 ans (Richter, November)
- Margaux, 13 ans (Grieg, Peer Gynt, Au matin)

### Lauréat
La finale inter catégories oppose dans l'ordre de passage :
- Monroe, 16 ans, chanteuse (Donizetti, L'elisir d'amore, Una furtiva lagrima)
- Ziyi, 13 ans, violoniste (Mendelssohn, Concerto pour violon n° 2, Allegro molto appassionato)
- Mélinda, 11 ans, danseuse (Einaudi, Una Mattina)

Le prix « Prodige de l'année 2024 », accompagné d'une bourse d'études d'une valeur de 10 000 euros, est décerné à Monroe, 16 ans, chanteuse.

## Audiences et diffusion
En France, l'émission est diffusée de façon annuelle depuis le 27 décembre 2014 sur France 2.
Légende :
- plus hauts scores d'audiences
- plus bas scores d'audiences

| Saison    | Émission | Date de diffusion                        | Nombre de téléspectateurs | Part de marché  | Classement des audiences | Réf.   |
| Saison    | Émission | Date de diffusion                        | Nombre de téléspectateurs | (4 ans et plus) | Classement des audiences | Réf.   |
| --------- | -------- | ---------------------------------------- | ------------------------- | --------------- | ------------------------ | ------ |
| Saison 1  | 1        | Samedi 27 décembre 2014 (Finale)         | 4 051 000                 | 18 %            | 2e                       | [ 33 ] |
| Saison 2  | 2        | Samedi 26 décembre 2015 (Finale)         | 3 535 000                 | 16,7 %          | 3e                       | [ 34 ] |
| Saison 3  | 3        | Jeudi 22 décembre 2016 (Demi-finale)     | 2 900 000                 | 12,9 %          | 2e                       | [ 35 ] |
| Saison 3  | 4        | Jeudi 29 décembre 2016 (Finale)          | 3 280 000                 | 14,8 %          | 2e                       | [ 36 ] |
| Saison 4  | 5        | Samedi 23 décembre 2017 (Demi-finale)    | 2 740 000                 | 13,2 %          | 4e                       | [ 37 ] |
| Saison 4  | 6        | Samedi 30 décembre 2017 (Finale)         | 3 500 000                 | 16,3 %          | 2e                       | [ 38 ] |
| Saison 5  | 7        | Samedi 22 décembre 2018 (Demi-finale)    | 2 570 000                 | 12,6 %          | 3e                       | [ 39 ] |
| Saison 5  | 8        | Samedi 29 décembre 2018 (Finale)         | 2 550 000                 | 12,1 %          | 3e                       | [ 40 ] |
| Saison 6  | 9        | Jeudi 26 décembre 2019 (Demi-finale)     | 2 480 000                 | 13,9 %          | 2e                       | [ 41 ] |
| Saison 6  | 10       | Jeudi 2 janvier 2020 (Finale)            | 3 230 000                 | 16,6 %          | 2e                       | [ 42 ] |
| Saison 7  | 11       | Mardi 1er décembre 2020 (Demi-finale)    | 2 490 000                 | 12,4 %          | 4e                       | [ 43 ] |
| Saison 7  | 12       | Mardi 8 décembre 2020 (Finale)           | 2 890 000                 | 13,5 %          | 3e                       | [ 44 ] |
| Saison 8  | 13       | Jeudi 23 décembre 2021 (Demi-finale)     | 2 700 000                 | 14,2 %          | 3e                       | [ 45 ] |
| Saison 8  | 14       | Jeudi 30 décembre 2021 (Finale)          | 3 110 000                 | 16,2 %          | 2e                       | [ 46 ] |
| Saison 9  | 15       | Jeudi 22 décembre 2022 (Demi-finale)     | 2 910 000                 | 16 %            | 1er                      | [ 47 ] |
| Saison 9  | 16       | Jeudi 29 décembre 2022 (Finale)          | 3 720 000                 | 20,6 %          | 1er                      | [ 48 ] |
| Saison 10 | 17       | Jeudi 21 décembre 2023 (1re demi-finale) | 2 310 000                 | 13,8 %          | 3e                       | [ 49 ] |
| Saison 10 | 18       | Jeudi 28 décembre 2023 (2e demi-finale)  | 2 760 000                 | 16,3 %          | 1er                      | [ 50 ] |
| Saison 10 | 19       | Jeudi 4 janvier 2024 (Finale)            | 3 400 000                 | 18,7 %          | 1er                      | [ 51 ] |
| Saison 11 | 20       | Jeudi 19 décembre 2024 (1re demi-finale) | 2 460 000                 | 14,8 %          | 1er                      | [ 52 ] |
| Saison 11 | 21       | Jeudi 26 décembre 2024 (2e demi-finale)  | 2 540 000                 | 15,3 %          | 1er                      | [ 53 ] |
| Saison 11 | 22       | Jeudi 2 janvier 2025 (Finale)            | 3 040 000                 | 16,6 %          | 1er                      | [ 54 ] |

## Émission spéciale pour le10eanniversaire
À l'issue de la finale de la saison 10, une émission spéciale « Bon anniversaire, Prodiges, 10 ans d'aventure ! » est diffusée : on y retrouve les meilleurs moments des dix saisons précédentes.

## Le Grand Concert au Stade Pierre-Mauroy
Le vendredi 2 juin 2017 a lieu au Stade Pierre-Mauroy de la Métropole européenne de Lille un concert évènement diffusé en direct sur France 2 et présenté par Marianne James. À cette occasion, les prodiges des trois premières saisons sont sur scène entourés de plus de 10 500 jeunes choristes venus de toute la région des Hauts-de-France (plus grande chorale au monde) et accompagnés par les 100 musiciens de l'Orchestre national de Lille et 103 choristes du Chœur Régional des Hauts-de-France. Ils se produisent devant environ 40 000 spectateurs et 3,052 millions de téléspectateurs,.